# William Philipps Dunbar

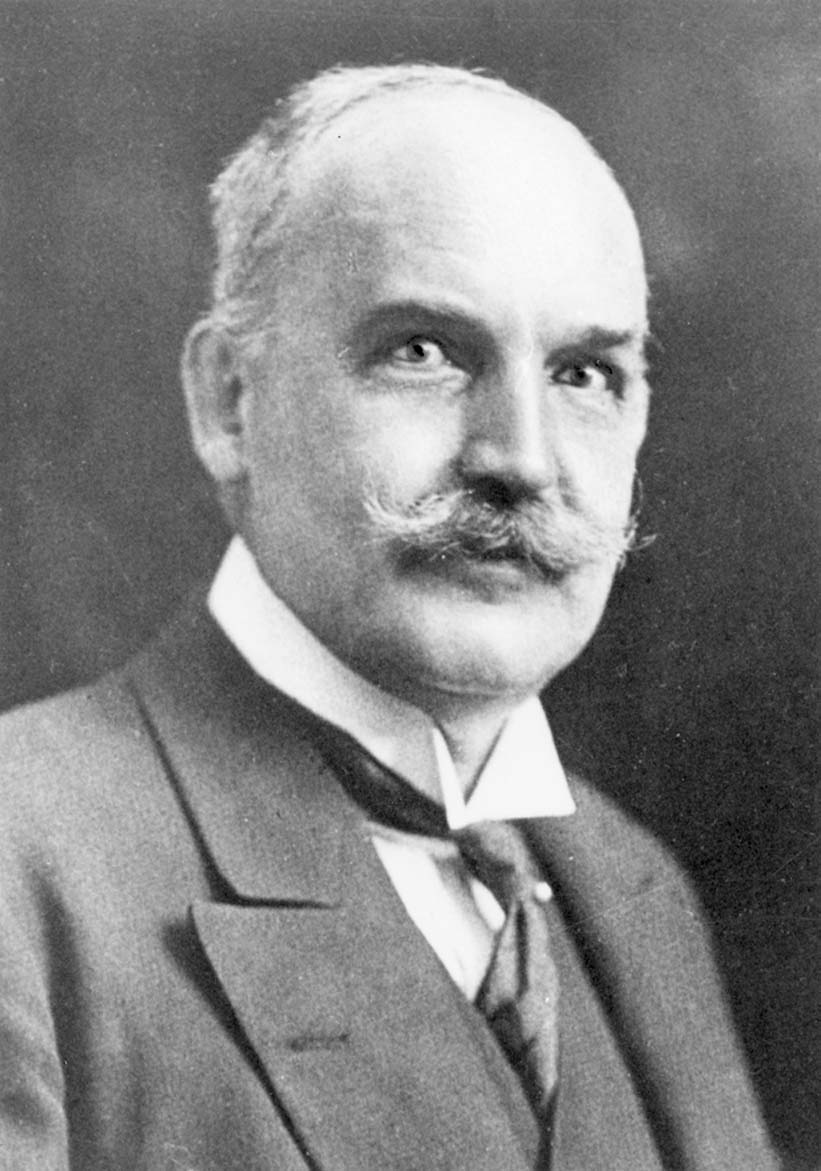
Fotografie von William Philipps Dunbar

William Philipps Dunbar (* 27. Oktober 1863 in Saint Paul (Minnesota); † 19. März 1922 in Heidelberg) war ein US-amerikanisch-deutscher Hygieniker.

## Leben
Dunbar wurde im amerikanischen Bundesstaat Minnesota als Sohn des schottischstämmigen Bankiers Lewis Dunbar und der deutschstämmigen Pfarrerstochter Joh. Emilie Naumann geboren. Zur Schulausbildung ging er nach Deutschland und arbeitete anschließend erst auf einem Gutshof, dann als Kaufmann. Im Anschluss daran studierte er Medizin an der Universität Gießen, wo er 1892 die Staatsprüfung ablegte und Assistent des Hygienikers Georg Gaffky wurde. Er begleitete seinen Chef im September dieses Jahres nach Hamburg, wohin dieser zur Bekämpfung der Choleraepidemie von 1892 gerufen worden war. Als dort am 28. Dezember das Hygienische Institut gegründet wurde, berief man Dunbar auf Empfehlung Gaffkys hin zum Direktor der neuen Einrichtung. Diese Tätigkeit übte er bis zu seinem Tod im Jahr 1922 aus. In dieser Zeit baute er das Institut von einem kleinen Labor zu einer bedeutenden Forschungseinrichtung mit mehr als 100 Mitarbeitern aus. Sein Nachfolger wurde Rudolf Otto Neumann.
William Philipps Dunbar begeisterte sich in seiner Freizeit unter anderem für das Segeln und war passionierter Sänger und Musiker. 1892 heiratete er in erster Ehe Nelly Pascoe (* 1872; † 1946), die Tochter des aus Cornwall stammenden Direktors der Gießener Braunstein-Grube, Samuel Pascoe. In zweiter Ehe heiratete er 1914 in Hamburg die Klaviervirtuosin Anita von Hillern-Flinsch (* 1890; † 1977), die seitdem unter dem Namen Anita von Hillern-Dunbar auftrat und nach dem Tod ihres Mannes nach Schweden übersiedelte. Ihre Eltern waren der Freiburger Kaufmann Oskar von Hillern-Flinsch und Charlotte von Hillern. Dunbar hatte aus seiner ersten Ehe zwei Söhne und eine Tochter, aus seiner zweiten Ehe eine weitere Tochter.

## Forschungen
Da das von Dunbar geleitete Institut zunächst zur Bekämpfung einer Choleraepidemie gegründet worden war, gehörte diese Krankheit sowie die Bekämpfung der Pest zu seinen Forschungsaufgaben. Er erzielte neue Ergebnisse bei der Identifizierung der Erreger und stellte fest, dass diese auch bei gesunden Menschen identifiziert werden können. Diese Erkenntnis war zunächst sehr umstritten, hat sich schließlich aber allgemein durchgesetzt. Ein weiteres Forschungsfeld Dunbars war die Stammesgeschichte von Mikroorganismen, wobei er unter anderem für Algen, Schimmelpilze, Hefen und Bakterien eine verwandtschaftliche Beziehung nachzuweisen versuchte. Als Allergologe beschäftigte er sich beispielsweise mit dem Heuschnupfen, dessen Entstehung durch Pollen er erstmals nachweisen konnte.
Seine Forschungen betrafen neben den theoretischen Fragen der Hygiene und der eng damit zusammenhängenden Bakteriologie besonders auch die praktischen Probleme des Fachbereichs. So gilt er als einer der Pioniere der Abwassertechnik und sorgte für diverse Innovationen in der Klärtechnik; sein Leitfaden für die Abwasserreinigungsfragen von 1907 erschien 1954 in dritter Auflage.

## Schriften (Auswahl)
- Zur Ursache und specifischen Heilung des Heufiebers. R. Oldenbourg, München/Berlin 1903.
- Zur Frage der Stellung der Bakterien, Hefen und Schimmelpilze im System. Die Entstehung von Bakterien, Hefen und Schimmelpilzen aus Algenzellen. R. Oldenbourg, München/Berlin 1907.
  - Neuauflage mit einer Einführung von Georg Meinecke. Semmelweis-Institut, Hoya 1981.
- Leitfaden für die Abwasserreinigungsfrage. Oldenbourg, München 1907 (2. Auflage 1912, 3. Auflage 1954)
- Die Abwässer der Kali-Industrie. Gutachten betreffend die Versalzung der Flüsse durch die Abwässer der Kali-Industrie. Oldenbourg, München/Berlin 1913 (Inhaltsverzeichnis: PDF; 279 KB).
- Häusliche Gesundheitspflege (= Hausbücher zur Erhaltung der Gesundheit. Band 4 / Max Hesses Bücherei des Modernen Wissens. Band A,4). Max Hesse, Leipzig 1914.
- Die Versalzung und Verhärtung des Elbwassers. R. Oldenbourg, München 1921 (gemeinsamer Neudruck mehrerer Aufsätze aus Gesundheits-Ingenieur. Jahrgang 1921, Nummern 8/14/15/16).